# Xinxa d'aigua
La xinxa d’aigua (Notonecta maculata), també anomenada nedador d’esquena, és un insecte de l’ordre dels hemípters que habita en aigües netes i estancades amb vegetació. Amb un cos aerodinàmic d’uns 15 mm, neda de panxa enlaire utilitzant els hemièlitres com a casc i les potes posteriors com a rems. La seva coloració combina tons verds, coure i negres, adaptada per al seu hàbit de nedar de cap per avall.
Aquest insecte s’alimenta de zooplàncton, larves de mosquit i capgrossos, sent un aliat natural en el control de mosquits. Malgrat viure sota l’aigua, pot surar gràcies a la tensió superficial i fins i tot volar per desplaçar-se d'una bassa a una altra. A Catalunya, N. maculata és l’espècie més comuna, però també es poden trobar altres com N. viridis o N. glauca.